# Столітник жорсткий
{{#ifeq:0|0|{{#if:Aloina rigida|{{#if:|[[]}}|[[]]}}}}
Столітник жорсткий (Aloina rigida) — вид мохів порядку потіальних (Pottiales).

## Поширення
Батьківщиною є Європа, Африка, Північна Америка, Південна Америка, Азія, Австралія.